# بر سفيد (مقاطعة فيروزآباد)
بر سفيد (بالفارسية: پر سفید) هي قرية تقع في قسم خواجه‌اي الريفي (مقاطعة فيروزآباد) في إيران. يقدر عدد سكانها بـ 48 نسمة .